# Ibn al-Szaffár
Ibn al-Szaffár (Córdoba (Spanyolország), ? – Dénia, 1035), arab csillagász. Spanyolországban élt és alkotott. Nevének szó szerinti jelentése: „a rézműves fia” (ez egyben azt is jelenti, hogy társadalmilag alacsony sorból származott).
Teljes neve Abu al-Kászim Ahmed Ibn-Abd Alláh Ibn-Omár al Gáfiki Ibn-al-Szaffár al‐Andaluszi. Tanított a Maszlama Al-Madzsriti által alapított córdobai iskolában, ami Andalúziában az egyik legfontosabb központja volt a természettudományok oktatásának. Ibn al-Szaffár itt számtant, geometriát és csillagászatot tanított. Polgárháború miatt az Ibériai félsziget keleti partján fekvő Déniába költözött, és ott élt haláláig. Mohamed nevű fivére szintén ott lakott, és ismert volt mint csillagászati eszközök készítője. Általa készített két asztrolábium és egy vésett lemez a mai napig megmaradt, ezeket a Royal Scottish Museumban őrzik, Edinburgh-ban, illetve a Westdeutsche Bibliothek-ban, Marburgban, továbbá a Museo Nazionale-ban, Palermóban. 
Ibn al-Szaffár tanítójával, Maszlama Al-Madzsritival együtt összeállított egy csillagászati gyűjteményt Hvárizmi Szindhind-jének szellemében, ami különösen azért volt fontos, mert az említett eredeti szöveg elveszett.
Ibn al-Szaffár legismertebb munkája az asztrolábiumról készült összefoglaló, amit Európában még a 15. században is kiadtak, és ami Johannes Kepler munkájára is hatással volt. A szöveg Szaíd al-Andaluszí szerint világos, egyszerű, könnyen érthető stílusban íródott. Az eredeti, arab nyelvű szöveg elveszett, de számos latin nyelvű fordítása megmaradt.
Ibn al-Szaffár kommentárokat készített a Zīdzs al-Szindhind-hez (lásd: zidzs), továbbá meghatározta Mekka földrajzi koordinátáit.
Ibn al-Szaffárnak tulajdonítják a legrégebbi létező iszlám napóra leírását, ami i. sz. 1000 körül készült Córdobában (jelenleg a Museo Arqueológico Provincial-ban található, Córdoba, Spanyolország). Ezzel a vallás által előírt napi ötszöri imádság idejét lehetett meghatározni. Azonban a napóra hibái arra utalnak, hogy azokat nem készíthette felkészült csillagász, amilyen Ibn al-Szaffár is volt, inkább csak utánozták valamelyik munkáját.